# Feda
Feda es una localidad situada en el municipio de Kvinesdal, en la provincia de Agder, Noruega. Tiene una población estimada, a inicios de 2024, de  446 habitantes.
Está ubicada al sur del país, junto a la costa del estrecho Skagerrak (mar del Norte).  